# Xạ thủ đơn độc ở Flesquières

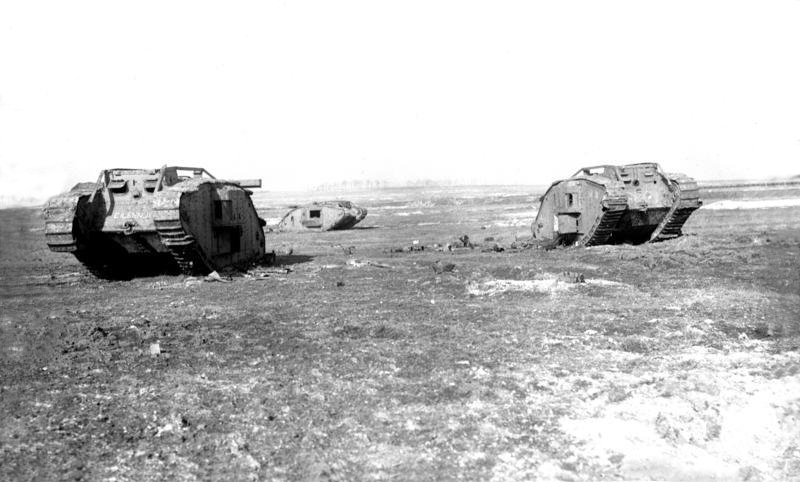
Xe tăng Mark I của Anh bị phá hủy tại Cambrai

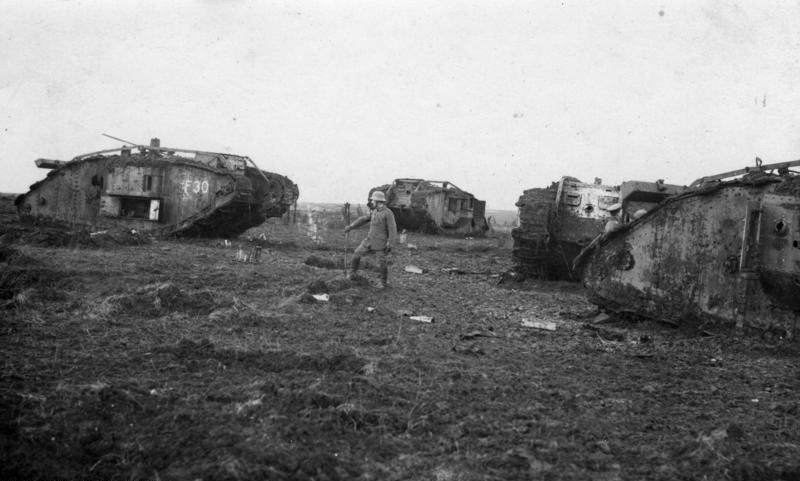
Một người lính Đức ở Cambrai đứng bên cạnh những chiếc xe tăng Anh đã bị vô hiệu hóa

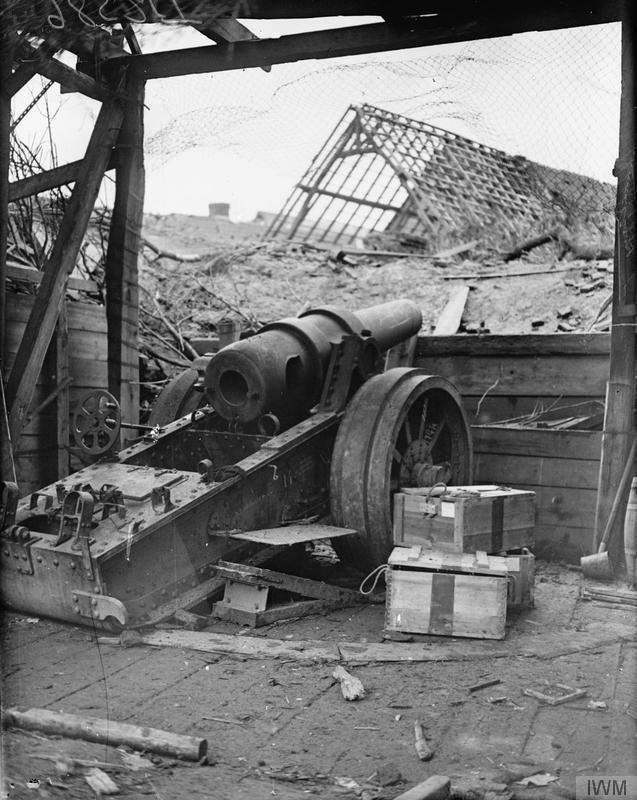
Một khẩu pháo dã chiến của Đức ở Flesquières

Xạ thủ đơn độc ở Flesquières là huyền thoại về một sĩ quan pháo binh người Đức đã tiêu diệt 16 xe tăng Anh tại Flesquières, Pháp, trong ngày đầu tiên của trận Cambrai vào ngày 20 tháng 11 năm 1917. Xe tăng Anh đã tổ chức tấn công thành công vào ngày 20 tháng 11, ngoại trừ địa điểm Flesquières, tại đây nhiều chiếc xe tăng đã bị pháo binh Đức tiêu diệt. Hai ngày sau đó, Thống chế Douglas Haig – Tổng tư lệnh của Anh đã đến thị sát chiến trường và được một sĩ quan Anh kể lại rằng nhiều xe tăng đã bị phá hủy bởi một sĩ quan pháo binh của Đức, kẻ vẫn chiến đấu sau khi lính của ông ta bỏ chạy; ông này cũng tử vong tại cứ điểm phòng thủ ngay sau đó. Haig đưa nội dung này vào công văn báo cáo tháng 3 năm 1918 về trận chiến. Công văn đưa ra một giải trình hợp lý cho việc không có tiến triển ở chiến trường Flesquières và là lời nhắc nhở binh lính của Haig về tầm quan trọng của hợp đồng chặt chẽ giữa bộ binh và xe tăng.
Sau chiến tranh, câu chuyện đã được kể lại trong nhiều tài liệu khác nhau, mặc dù lịch sử chính thức và các tài liệu khác của Anh viết về trận chiến chỉ coi đó là huyền thoại. Trong thời kỳ hậu chiến, người Đức, đặc biệt là Đảng Quốc xã rất muốn tôn vinh xạ thủ đơn độc như một anh hùng và đã nỗ lực xác định danh tính của ông ta. Năm 1929, một tác phẩm của Trung úy Đức Quốc xã là Erwin Zindler đã xác định Unteroffizier (hạ sĩ) Johannes Joachim Theodor Krüger của Đội Pháo binh số 8, Trung đoàn pháo binh dã chiến 108, chính là xạ thủ đơn độc. Việc nhận dạng này có thể là giả mạo; Krüger bị thương nặng trong trận chiến và đã chết trong thời gian bị quân Anh giam giữ vào ngày 10 tháng 12. Các cựu thành viên của Trung đoàn pháo binh dã chiến 108 đề nghị Feuerwerksleutnant (trung tá) Behrmann, chỉ huy Đội Pháo binh số 9, là nhân vật có nhiều khả năng hơn, mặc dù đơn vị của ông này đóng tại Marcoing vào ngày diễn ra trận chiến đó.

## Bối cảnh
Do thất vọng trước sự bế tắc của tình thế chiến tranh chiến hào, quân Anh đã phát triển xe tăng làm vũ khí để chọc thủng tuyến phòng thủ của quân Đức. Xe tăng được triển khai lần đầu tiên trong trận Somme vào tháng 9 năm 1916 nhưng chúng dễ bị sa lầy trong bùn. Tư lệnh Quân đoàn xe tăng là Chuẩn tướng Hugh Elles đã đề xuất một cuộc tấn công vào vùng đất gần Cambrai, khu vực đó có thổ nhưỡng chủ yếu là đá phấn cứng, ngoài ra ít xảy ra giao tranh và bề mặt đất đai không có hố do đạn pháo cày xới. Phòng tuyến của quân Đức ở đây được củng cố nghiêm ngặt và được cho là khó có thể bị tấn công, được điều hành bởi các đơn vị tái phối trí sau các tổn thất ở những nơi khác trên tiền tuyến.
Vào lúc 6:20 sáng ngày 20 tháng 11 năm 1917, sau một cuộc pháo kích ngắn, một cuộc tấn công của Anh đã được phát động. Cuộc tấn công bao gồm 500 xe tăng và binh lính từ 8 sư đoàn bộ binh và 5 sư đoàn kỵ binh. Cuộc tấn công đạt thắng lợi ở phía đông Flesquières, với phòng tuyến của quân Đức bị quân Anh tràn ngập và xe tăng Anh đã tiến lên tới 5 dặm (8 km). Tại Flesquières, nơi đây phòng tuyến của quân Đức được bảo vệ bởi một sườn núi, Thiếu tướng Anh là George Harper, chỉ huy Sư đoàn 51 Cao nguyên đã lệnh giữ bộ binh tuyến sau và thúc các xe tăng tiến về phía trước mà không được bộ binh yểm trợ. Các xe tăng hứng chịu hỏa lực pháo binh dã chiến của Đức, 16 chiếc bị vô hiệu hóa.
Những cuộc tiến quân xa hơn đã đạt được thành công ở những nơi khác trên mặt trận vào những ngày tiếp theo nhưng quân tiếp viện của Đức đã nhanh chóng tới Cambrai và các cuộc phản công của họ từ ngày 30 tháng 11 đã lấy lại lãnh thổ bị chiếm. Trận chiến kết thúc vào ngày 6 tháng 12. Quân Anh chỉ chiếm được ít đất đai trên mặt trận nhưng đã cho thấy xe tăng có thể phá vỡ tuyến phòng thủ vững chắc nhất.

## Huyền thoại
Tổng tư lệnh Anh là Thống chế Sir Douglas Haig cho rằng việc không xuyên thủng được phòng tuyến của quân Đức tại Flesquières đã cản trở một cuộc đột phá rộng hơn mà lẽ ra kỵ binh của ông có thể tận dụng được. Ông đến thị sát chiến trường vào ngày 22 tháng 11 và chứng kiến xác 12 xe tăng Anh. Haig đã được một nhân chứng kể lại rằng các xe tăng đã bị hạ gục bởi pháo binh Đức. Lời kể cho biết các lính pháo binh Đức đã bỏ chạy trước cuộc tiến lên của xe tăng Anh nhưng một sĩ quan Đức đã tập hợp một số người còn lại giữ vững vị trí chiến đấu, và đã vô hiệu hóa 8 hoặc 9 xe tăng Anh. Các nguồn tin khác kể rằng viên sĩ quan đã tự mình điều khiển khẩu pháo và đã tiêu diệt được từ 5 đến 16 xe tăng.
Một lời kể khác tuyên bố đã chứng kiến thi thể của xạ thủ pháo binh Đức là của Đại úy Geoffrey Dugdale, một sĩ quan tham mưu của Lữ đoàn 60 thuộc Sư đoàn 20 (Hạng nhẹ) Anh, chính ông này đã chứng kiến phòng tuyến của quân Đức bị chiếm vào chiều ngày 20 tháng 11. Geoffrey Dugdale kể rằng "điều đầu tiên chúng tôi đến là một vị trí pháo dã chiến của Đức, mọi khẩu pháo đều không hoạt động, ngoại trừ một khẩu. Tại đây, có một sĩ quan Đức duy nhất đã chết. Trước mặt sĩ quan Đức là năm chiếc xe tăng mà rõ ràng là ông ta đã thành công trong việc hạ gục bởi chính một mình ông ta. Một người dũng cảm". Nguồn tin của Dugdale là một trong những nguồn tin được chuyển đến cho Haig. Đơn vị của Dugdale đóng quân tại Villers-Plouich, cách Flesquières khoảng 5 km về phía nam, mặc dù câu chuyện có thể gắn liền với địa điểm đó vì đây là nơi xảy ra tổn thất lớn nhất về xe tăng Anh. Dù vậy, lời kể của Dugdale cũng không đưa ra bằng chứng thực tế nào cho thấy viên sĩ quan Đức vận hành pháo một mình, vì đồng đội của sĩ quan này có thể đã rút lui thay vì bị giết cùng với ông ta.
Vào ngày 24 tháng 11, theo lời kể của một sĩ quan trong tiểu đoàn 1, Vệ binh xứ Wales, rằng chỉ huy lữ đoàn của họ đã ra lệnh cho họ tìm thi thể của một sĩ quan Đức, được cho là một thiếu tá và tiến hành chôn cất. Mặc dù họ đã tiến hành tìm kiếm nhưng thi thể vẫn không được tìm thấy.
Haig viết trong nhật ký của mình rằng xạ thủ đơn độc có thể diệt nhiều nhất là 9 xe tăng. Ông coi câu chuyện này là một lời nhắc nhở hữu ích cho binh lính của mình về tầm quan trọng của việc phối hợp chặt chẽ bộ binh với xe tăng để đóng vai trò thực hiện trinh sát và chiến đấu quét sạch các vị trí pháo binh của quân Đức.
Câu chuyện đã tạo cho Haig một lời giải trình thỏa đáng cho việc tiến quân không thành công ở Flesquières, và mang lại sự động viên cho các đội xe tăng Anh đã không đột phá được trên mặt trận. Trên thực tế, Sư đoàn bộ binh 54 của Đức thời gian gần đó đã tham gia một khóa huấn luyện chống tăng cụ thể, điều này có thể giải thích cho sự thành công lớn hơn của họ trong việc chống lại cuộc tấn công của Anh so với các đơn vị khác của Đức.
Haig đã đưa lời kể về xạ thủ đơn độc trong công văn báo cáo về trận chiến, đăng trên tờ London Gazette vào ngày 1 tháng 3 năm 1918 và được đưa tin rộng rãi trên các tờ báo đương thời. Haig có lẽ dự định câu chuyện sẽ giải thích sự thất bại ở Flesquières, mặc dù Thiếu tướng JFC Fuller, người giúp lập kế hoạch tấn công đã tỏ ra khó chịu vì Haig đã đưa nội dung đó vào. Haig cũng bị chỉ trích vì ca ngợi sự dũng cảm của xạ thủ đơn độc mà không khen ngợi sự dũng cảm của các đội xe tăng của ông. Người ta cũng cho rằng lời kể của Haig có thể nâng cao tinh thần của quân Đức và dẫn đến việc đặt câu hỏi về giá trị sử dụng của xe tăng, liệu nhiều chiếc như vậy có thể bị hạ chỉ vì một khẩu pháo hay không.
Việc chiếm được hai ngôi làng này đã đảm bảo an toàn cho hai bên sườn của Sư đoàn 51 (Cao Nguyên) Lực lượng lãnh thổ (Territorial Force) của Anh, mở đường tiến cho trung tâm cánh trái tấn công của chúng ta tiến lên sườn Đồi Flesquieres chống lại các tuyến chiến hào của quân Đức ở phía nam Làng Flesquieres. Tại đây đã diễn ra giao tranh ác liệt. Bức tường gạch chắc chắn bao quanh khuôn viên Chateau đã cản trở bước tiến của chúng ta, trong khi súng máy của Đức đánh bật các nỗ lực tiếp cận.
Một số xe tăng bị hạ gục do trúng đạn trực tiếp từ các khẩu pháo dã chiến của Đức ở vị trí phía ngoài đỉnh đồi. Dù sao đi nữa, ngoại trừ chính ngôi làng, mục tiêu thứ hai của chúng ta ở khu vực này đã đạt được trước lúc giữa trưa.

Nhiều cuộc tấn công vào xe tăng của chúng ta tại Flesquieres là do một sĩ quan pháo binh Đức, kẻ này ở lại một mình với khẩu pháo của hắn, một mình vận hành một khẩu pháo dã chiến cho đến khi bị giết chết cạnh khẩu pháo đó. Sự dũng cảm tuyệt vời của vị sĩ quan này đã khiến mọi sĩ quan đều phải khâm phục!— Thống chế Sir Douglas Haig, đăng trên Công báo Luân Đôn (Bổ sung) Số 30554. ngày 1 tháng 3 năm 1918. trang 2717–2726.

## Di sản
Sau chiến tranh, câu chuyện về xạ thủ đơn độc được kể lại trong nhiều hồi ký và sách lịch sử, bao gồm cả hồi ký của Chuẩn tướng John Charteris – giám đốc tình báo của Haig, hồi ký viết năm 1931; lịch sử Mặt trận phía Tây của Sir Arthur Conan Doyle (xuất bản 1916–1920) và lịch sử chiến tranh của Philip Gibbs năm 1920. Gibbs kể lại cảnh một người lính thuộc lực lượng Cao Nguyên (Highland) đã giết xạ thủ đơn độc Đức bằng lưỡi lê, sau khi nói "you're a brave man but you've got to dee [die]" ("bạn là một người dũng cảm nhưng bạn phải chết"). Các lời kể khác là chủ đề trong các bài viết của Quân đội Anh năm 1935 và trong các bài báo do Thiếu tá Archibald Becke viết trên Tạp chí Pháo binh Hoàng gia (Journal of the Royal Artillery).
Phi công ách của Quân đoàn Bay Hoàng gia James McCudden, đã viết về cuộc tấn công Cambrai trong cuốn hồi ký năm 1918 của ông Five Years in the Royal Flying Corps rằng "cuộc tiến công đã bị chặn đứng tại Flesquières bởi một khẩu pháo Hun chống tăng, khiến một bộ phận nhất định trong lực lượng phòng tuyến của chúng ta phải dừng lại trong 24 giờ. Khi xạ thủ chống tăng bị tiêu diệt, chúng ta lại có thể tiến lên. Người ta phát hiện xạ thủ này là một sĩ quan, toàn bộ đội pháo binh của ông đã chết, ông ta đã tự mình điều khiển khẩu pháo và hạ gục 14 xe tăng. Một sĩ quan xe tăng của chúng ta đánh giá rất cao lòng dũng cảm của người sĩ quan Đức này. Tất nhiên nếu thời tiết tốt thì khẩu pháo chống tăng này sẽ bị máy bay ném bom tầm thấp của chúng ta phát hiện và hạ gục ngay lập tức, nhưng thời tiết đã khiến Quân đoàn Bay Hoàng gia không thể làm gì được vào quá trình yểm trợ và cản trở rất nhiều đến bước tiến của chúng ta".
Trong những năm sau chiến tranh, một số tác giả Anh đã cố gắng hạ uy tín của câu chuyện. Điều này bao gồm sĩ quan Quân đoàn xe tăng, Thiếu tá Frederick Hotblack, người đã băng ngang qua khu vực chiến trường vào ngày 21 tháng 11 và lưu ý các vị trí của những chiếc xe tăng bị vô hiệu hóa không thể nào từ một khẩu súng, hay một khẩu đội pháo có thể làm được. Ông lưu ý rằng nếu có bất kỳ sĩ quan nào được tìm thấy tại khẩu đội pháo, người đó chỉ có thể là một chỉ huy bộ binh Đức bị thương, được đưa đến vị trí pháo để được an toàn mà thôi. Chỉ huy Wilfred Miles, tác giả cuốn lịch sử chính thức của chính phủ Anh về Trận Cambrai, đã cố gắng giải quyết vấn đề. Ông tìm thấy nhiều nguồn tin mâu thuẫn và ghi nhận nỗ lực của Elles nhằm điều tra vụ việc, bao gồm cả việc liên lạc với nhà sử học chính thức bên phía Đức về trận chiến này. Elles không thể chứng minh câu chuyện và tài liệu lịch sử mà Miles ghi lại sự việc đó chỉ xem nó như một truyền thuyết.
Đối với người Đức, đặc biệt là Đảng Quốc xã, họ muốn tôn vinh xạ thủ đơn độc như một tấm gương về chủ nghĩa anh hùng trong Quân đội Đức nhưng gặp khó khăn trong việc xác định danh tính người đàn ông này vì họ đã mất rất ít sĩ quan pháo binh trong ngày đầu tiên của trận chiến. Sự chú ý này chính thức tập trung vào Trung đoàn pháo binh dã chiến 108, đơn vị được điều động đến Flesquières. Lời kể về xạ thủ đơn độc không được Trung úy Erwin Zindler đề cập đến trong lịch sử trung đoàn năm 1919, mặc dù cuốn hồi ký cá nhân của ông viết năm 1929 có đề cập đến hành động này và cho rằng nó là của Unteroffizier Johannes Joachim Theodor Krüger của Đội pháo binh số 8. Zindler lúc đó là một người Đức Quốc xã cuồng nhiệt và lòng trung thành của ông với đảng cũng như chủ nghĩa dân tộc Đức mạnh mẽ có thể đã khiến ông đã đưa tin sai về sự việc này. Zindler thừa nhận rằng Krüger, với tư cách là một hạ sĩ quan, không khớp với lời kể của quân Anh về một sĩ quan pháo binh đơn độc nhưng cho biết sau khi thảo luận với chỉ huy Đội pháo binh số 8, Trung úy Behrmann, ông ta là người duy nhất phù hợp với hoàn cảnh trận chiến đó. Krüger thực sự sống sót sau trận chiến, bị thương nặng do trúng một phát súng và bị bắt làm tù binh. Ông qua đời tại một bệnh viện của Anh gần Dieppe vào ngày 10 tháng 12 và được chôn cất tại Nghĩa trang Quân đội Mont-Huon. Vị trí pháo binh của Kruger nằm cách nhà máy đường Flesquières khoảng 1 km (0,6 mi) về phía đông vào ngày đầu tiên của trận chiến.
Nguồn tin của Zindler đã được chấp nhận rộng rãi vào thời điểm đó và được cả hai bên về sau kể lại. Hiệp hội các đồng chí cũ của Trung đoàn pháo binh dã chiến 108 (Old Comrades Association of the 108th Field Artillery Regiment) đã phản đối việc quy kết này vào năm 1931, thay vào đó cho rằng xạ thủ đơn độc là Trung úy Karl Müller của Đội pháo binh số 9, ông đã thiệt mạng trong trận chiến vào ngày 20 tháng 11. Đội pháo của Müller tuyên bố đã phá hủy 12 xe tăng vào ngày 20 tháng 11, nhiều nhất so với bất kỳ khẩu đội pháo nào của Đức ngày hôm đó, nhưng có một điều, đội pháo lại được đặt tại Marcoing, nằm cách Flesquières khoảng 3 km về phía đông. Một đài tưởng niệm người xạ thủ đơn độc được dựng lên ở Cologne vào năm 1936. Trong Thế chiến thứ hai, đài tưởng niệm bị hư hại do vụ đánh bom của quân Đồng minh và bị các kỹ sư Anh dỡ bỏ ngay sau đó. Một doanh trại được đặt theo tên của Krüger ở Kusel nhưng đã đóng cửa.